# Lija Athletic FC
Lija Athletic FC – maltański klub piłkarski, mający swoją siedzibę w mieście Lija w środkowej części kraju.

## Historia
Chronologia nazw:
- 1949: Lija Athletic FC

Klub piłkarski Lija Athletic FC został założony w miejscowości Lija w 1949 roku. W 1949 klub dołączył do Maltańskiej Federacji (MFA) i startował w Division 3. W marcu 1957 podczas meczu trzeciej dywizji z drużyną Qormi Youngsters FC sędzia zatrzymał grę z powodu walk pomiędzy graczami obu zespołów. MFA zawiesił klub we wszystkich rozgrywkach piłkarskich. Jednak ta decyzja została zweryfikowana i w 1958 roku klub powrócił do gry. W sezonie 1962/63 zwyciężył w Division 3 i zdobył awans do Second Division. W sezonie 1968/69 został zdegradowany do Third Division. Po 9 latach rywalizacji w III dywizji klub wrócił do II dywizji.
W 1980 po reformie systemu lig piłkarskich najwyższa klasa stała nazywać się Premier League, druga klasa Division 1, a trzecia klasa Division 2 itd. W sezonie 1981/82 klub spadł z First Division do Second Division. W sezonie 1987/88 zwyciężył w Second Division i wrócił do First Division. Jednak nie utrzymał się w drugiej klasie i po roku spadł do III poziomu rozgrywek. W sezonie 1990/91 został nawet zdegradowany do Third Division. Po trzech latach klub zaczął wspinać się w hierarchii rozgrywek. W 1993/94 zwyciężył w Third Division, w następnym 1994/95 zwyciężył w Second Division, w kolejnym 1995/96 zdobył wicemistrzostwo w First Division i otrzymał historyczny awans do Premier League. Pierwszy sezon na najwyższym poziomie był nieudany - ostatnia 10.lokata i spadek do I dywizji. W sezonie 2000/01 zajął drugie miejsce i wywalczył po raz drugi promocję do Premier League. Sezon 2001/02 zakończył ponownie na ostatnim 10.miejscu i został zdegradowany do First Division. W sezonie 2003/04 znów był drugim w I dywizji uzyskując awans do Premier League. Tak jak i w poprzednich dwóch sezonach w najwyższej klasie klub zajął ostatnie 10.miejsce i spadł do First Division. Po zakończeniu sezonu 2005/06 spadł do Second Division. W sezonie 2009/10 zdobył mistrzostwo III dywizji i wrócił do First Division. Dopiero w sezonie 2016/17 zdobył mistrzostwo I dywizji i zdobył już czwartą promocję do Premier League.

## Sukcesy

### Trofea międzynarodowe
Nie uczestniczył w rozgrywkach europejskich (stan na 31-05-2017).

### Trofea krajowe
| \| \| Zdobyte trofea w rozgrywkach Malty (stan na: 31-05-2017) \| |                                                          |      |                           |
| Rozgrywki                                                         | Osiągnięcie                                              | Razy | Sezon(y)                  |
| Mistrzostwo                                                       | I miejsce                                                | 0    |                           |
| Mistrzostwo                                                       | II miejsce                                               | 0    |                           |
| Mistrzostwo                                                       | III miejsce                                              | 0    |                           |
| Mistrzostwo                                                       | 10.miejsce                                               | 3    | 1996/97, 2001/02, 2004/05 |
| Puchar                                                            | zdobywca                                                 | 0    |                           |
| Puchar                                                            | finalista                                                | 0    |                           |
| Puchar                                                            | półfinalista                                             | 1    | 2012/13                   |
| II liga                                                           | I miejsce                                                | 1    | 2016/17                   |
| II liga                                                           | II miejsce                                               | 3    | 1995/96, 2000/01, 2003/04 |
| II liga                                                           | III miejsce                                              | 0    |                           |
| Malta                                                             | Zdobyte trofea w rozgrywkach Malty (stan na: 31-05-2017) |      |                           |

- Second/Third Division:
  - mistrz (5x): 1962/63, 1977/78, 1987/88, 1994/95, 2009/10

## Stadion
Klub rozgrywa swoje mecze domowe na stadionie narodowym Ta’ Qali Stadium w Ta’ Qali, który może pomieścić 17000 widzów. Również rozgrywa swoje mecze na Lija Stadium (500 widzów).